# さくらりちぇっと
『さくらりちぇっと』は、月見里中による日本の4コマ漫画作品。作中の主な舞台となる温泉宿の名称でもある。『まんがタイムきらら』（芳文社）にて2007年から2009年まで連載。単行本は同社のまんがタイムKRコミックスから全2巻。

## 登場人物

### メインキャラクター
さくら/九重 桜（ここのえ さくら）
3月27日生まれのAB型。少し天然ボケが入った少女。最近になって舞台となる街に引越してきた。外国暮らしが長かったこともあってか日本の言葉や一般常識に疎い部分もある。口調は常に丁寧語。
街に来るまでの過去は謎に包まれていて、父親が工兵なのではないかとも思われている。彼女自身も外国の部隊（軍隊）らしきものに所属していた様子があり、父親の同僚からは「ヴァルキリー」「ヴェパール」などと呼ばれていた。
日常生活の中で、ひょんなことから高い戦闘能力や濃い軍事知識の片鱗をのぞかせることがある。ただし、わんちゃん以外のほとんどのキャラはボケ属性なためにさくらの秘密について気づく様子がない。酒に酔うと笑い上戸と化す。
いちじく/豊臣 九（とよとみ いちじく）
9月1日生まれのO型。さくらに対して特別な感情を持つ。関西方言で喋る。実家はかなり裕福であり、さくらの自宅の一室を温泉宿「さくらりちぇっと」に改装するための費用を出したり、ビーチを丸一日借り切ったりも出来るほど。他の3人とことなりかなり飲酒しても酔っている様子は見られない。
わんちゃん/乾 ゆかり（いぬい ゆかり）
7月15日生まれのA型。4人の中ではツッコミキャラ。「残飯の鬼」と評されるほど壊滅的に料理が下手。雨女。酒に酔うと幼い頃の性格に戻る。
幼馴染だったこーちんと一時的に離れ離れになってしまった際、再会しようと猛勉強をした結果視力を悪くしたため、自宅では眼鏡を着用している。
こーちん/篠崎 ルナ（しのざき ルナ）
7月28日生まれのB型。異様なまでの鶏肉好きで、愛称もそれに由来している。4人の中で1人だけ胸が小さい（おそらくCカップまでか？）。IQ170程もある天才で、宇宙開発大手企業「ノルン」の客室研究員をしている。いちじくの出資によりさくらの自宅の一室を『さくらりちぇっと』に改装した張本人。酒に酔うと普段の高いテンションから一転冷静な性格になる。
すーさん/氷翠 水蓮（ひすい すいれん）
生年月日、血液型は不明。年齢は18歳と約1300日。豊臣家に仕えるメイドで、いちじくの取り計らいによりさくらの家に勤めることとなった。家は武道家であり、厳しい修行に耐えられず家出をした後、レディースを引き連れる身になっていた過去を持つ。

## 単行本
1. 2008年10月12日発行（2008年9月27日発売） ISBN 978-4-8322-7736-6
2. 2009年11月11日発行（2009年10月27日発売） ISBN 978-4-8322-7854-7